# Alopecosa psammophila
Alopecosa psammophila là một loài nhện trong họ Lycosidae.
Loài này thuộc chi Alopecosa. Alopecosa psammophila được Jan Buchar miêu tả năm 2001.